# Шауки, Ахмед
Ахмед Шауки (араб. أحمد شوقي‎; 16 октября 1868, Каир — 14 октября 1932, Каир) — египетский драматург, поэт, писатель, переводчик.

## Биография
Родился в аристократической семье черкесского происхождения.
В 1884 году окончил Высшую юридическую школу в Каире, а затем в 1886 году и курсы переводчиков при ней (1886).
В 1887—1891 годах во Франции продолжил изучение юриспруденции.
Участвовал в международных конгрессах востоковедов в Берлине (1891) и Женеве (1894).
По возвращении на родину до 1914 года являлся придворным поэтом хедивов.
За свою антибританскую позицию был выслан в Испанию (1915—1919). Там изучал историю и культуру мусульманской Андалусии.
Вернувшись на родину, в 1924 году был избран в сенат.

### Творчество
Поэзия тематически разнообразна: от панегириков до детских и шуточных стихов. В свет вышли 4 тома его собрания стихов «Шаукийят» (1898, 1927, 1936, 1943).
Являясь произведениями арабского неоклассицизма, стихам свойственна приверженность традиционным образцам. Однако несмотря на это, мелодичность его стихов (многие из которых положены на музыку), доступность содержания и искренность чувства сделали его самым популярным поэтом арабского мира первой половины XX века.
В стихотворных драмах на исторические темы, явно подражательных и не отличающихся чёткостью и связностью построения («Великий Алибей, или Государство мамлюков» (1893; 2-й вариант, 1932) — первая оригинальная арабская драма), проявились симпатии автора к египетскому национализму. Темы национального освобождения проступают и в таких стихах, как «Воспоминание о Деншанвае» (1906), «Мустафа Камиль» (1908), «Послание лорду Кромеру» (1907).
Также писал исторические рассказы и повести, в том числе «Индийская невеста» (1897), «Последний фараон» (1899), «Гибель Клеопатры» (1927), «Камбиз» (1931), трагедия в прозе «Андалусская принцесса» (1932), «Арабские государства и столпы ислама» (1933).
В 1927 году был избран «эмиром поэтов». Сам он в поэме «На смерть Льва Толстого» (1914 году) назвал «мудрейшим из людей» русского писателя.
Проявил себя и как переводчик на арабский язык.

## Публикации
В русском переводе стихи были изданы в сборнике: Стихи поэтов Египта. — М., 1956. — С. 13—42.